# ديلان باركر
ديلان باركر هو لاعب كرة القدم الكندية كندي، ولد في 21 أغسطس 1986 في موسجاو في كندا.